# Belvedere-erőd
A Belvedere-erőd (olaszul Forte Belvedere vagy Forte di Belvederer) egy erődítmény Firenzében, amit Bernardo Buontalenti tervezett 1590 és 1595 között I. Ferdinánd toszkánai nagyherceg parancsára. A Boboli-kert fölött emelkedik, a Pitti-palota, a Mediciek akkori lakhelye védelmére építették. A helyet ma kilátóként használhatják a turisták és kiállításokat rendeznek benne.